# Birhanu Girma
Birhanu Gebre Girma (22 november 1986) is een Ethiopische langeafstandsloper, die is gespecialiseerd in de marathon. Hij schreef enkele grote marathons op zijn naam. Met een persoonlijk record van 2:05.49 behoorde hij op het moment van vestigen tot de snelste atleten ter wereld.

## Biografie
In 2011 debuteerde hij op de marathon. Met een tijd van 2:19.45 eindigde hij als dertiende bij de marathon van Saint Paul. Een jaar later verbeterde hij zijn persoonlijk record tot 2:11.30 bij de marathon van Rome en finishte bij dit evenement als vijfde. In datzelfde jaar won hij de marathon van Duluth en werd hij tweede bij de marathon van Saint Paul en marathon van Ljubljana.
In 2013 scherpte hij bij de marathon van Amsterdam opnieuw zijn persoonlijk record verder aan, ditmaal tot 2:06.06. Enkele maanden later toonde hij opnieuw blijk van zijn kunnen door derde te worden bij marathon van Dubai in 2:05.49. Hierna liep hij nog verschillende marathons maar dook nimmer onder de 2 uur en 6 minuten (peildatum oktober 2016).
Na september 2017, waarin hij tweede werd in de marathon van Peking, heeft hij geen (internationale) wedstrijden meer gelopen.

## Persoonlijke records
| Onderdeel      | Prestatie | Datum            | Plaats |
| -------------- | --------- | ---------------- | ------ |
| halve marathon | 1:01.08   | 6 september 2014 | Lille  |
| marathon       | 2:05.49   | 24 januari 2014  | Dubai  |

## Palmares

### halve marathon
- 2011:  halve marathon van Ahmedabad - 1:01.55
- 2012:  halve marathon van Marrakech - 1:01.59
- 2014: 4e halve marathon van Lille - 1:01.08

### marathon
- 2011: 13e marathon van Saint Paul - 2:19.45
- 2012: 5e marathon van Rome - 2:11.30
- 2012:  marathon van Duluth - 2:12.25
- 2012:  marathon van Saint Paul - 2:15.04
- 2012:  marathon van Ljubljana - 2:11.20
- 2013: 14e marathon van Tiberias - 2:13.36
- 2013: 13e marathon van Dubai - 2:09.48
- 2013:  marathon van Rome - 2:08.11
- 2013: 8e marathon van Chongqing - 2:12.48
- 2013:  marathon van Praag - 2:09.30
- 2013: 4e marathon van Gold Coast - 2:14.06
- 2013:  marathon van Amsterdam - 2:06.06
- 2014:  marathon van Dubai - 2:05.49
- 2014:  marathon van Peking - 2:10.42
- 2015: 8e marathon van Dubai - 2:08.56
- 2015:  marathon van Daegu - 2:07.26
- 2015:  marathon van Ottawa - 2:08.13,4
- 2015: 4e marathon van Chicago - 2:10.07
- 2017:  marathon van Peking - 2:11.27